# Free-to-view
Met het begrip free-to-view (FTV) wordt bedoeld dat een radio- of televisie-uitzending wordt gecodeerd, maar dat voor de ontvangst geen betaald abonnement nodig is.
De signalen worden gecodeerd (vercijferd) om commerciële of auteursrechtelijke redenen. De doelgroep, veelal de bevolking van een bepaald land, kan dan gratis of tegen een eenmalige vergoeding een smartcard krijgen om de uitzending te bekijken. De smartcard dient om de signalen weer te decoderen. Kijkers hebben daarnaast een ontvanger nodig die met de smartcard overweg kan. Deze ontvanger wordt in de regel betrokken van de onderneming die de gecodeerde signalen verzendt en is in de regel duurder dan ontvangers op de vrije markt. FTV-uitzendingen zijn altijd digitaal.
Free-to-view-uitzendingen zijn alleen gebruikelijk bij satellietuitzendingen, die meestal in vele landen zijn te ontvangen, zodat de auteursrechthebbenden òf extra geld, òf codering eisen. Digitale uitzendingen via DVB-T en kabel hebben al een beperkt bereik vanwege de aard van de techniek.
Nederland 1, 2 en 3 waren begin 2014 in Nederland via de satelliet free-to-view te ontvangen met een satellietontvanger met chipkaart van CanalDigitaal of met een ingebouwde decoder. Omdat CanalDigitaal ook een CI-module levert waarmee veel satellietontvangers geschikt gemaakt kunnen worden voor het ontcijferen van het signaal, bestaat toch vrije keuze van ontvangers. Canaal Digitaal kondigde aan dat per 1 augustus 2014 een betaald abonnement nodig was om de drie Nederlandse zenders te kunnen ontvangen. Als reden werd gegeven dat NPO had besloten niet langer de gratis doorgifte van deze zenders te financieren.
Free-to-view wordt vaak verward met free-to-air.